# Jacek Krzynówek
Jacek Kamil Krzynówek (ur. 15 maja 1976 w Kamieńsku) – polski piłkarz, który występował na pozycji pomocnika, reprezentant Polski.
Wystąpił w 96 spotkaniach reprezentacji Polski, zdobywając 15 bramek. Był uczestnikiem turniejów finałowych mistrzostw świata w 2002 i w 2006 oraz Mistrzostw Europy w 2008, rozegrał na tych turniejach łącznie 9 meczów – jest jedynym zawodnikiem reprezentacji, który tego dokonał. Należy do Klubu Wybitnego Reprezentanta. Dwukrotnie wybierany był piłkarzem roku w plebiscycie „Piłki Nożnej” (2003, 2004).

## Kariera
Karierę piłkarską rozpoczął w LZS Chrzanowice. Następnie w 1994 trafił do RKS Radomsko. W klubie z Radomska grał przez dwa sezony, by w 1996 przenieść się do drużyny Raków Częstochowa, w której zadebiutował w ekstraklasie (28 lipca 1996). Po sezonie spędzonym w Rakowie przeszedł do drugoligowego GKS Bełchatów. W sezonie 1997/1998 awansował z drużyną z Bełchatowa do ekstraklasy. W następnym sezonie jego drużynie nie udało się utrzymać w pierwszej lidze. Swoją grą zwrócił jednak uwagę wysłanników innych klubów, w tym skautów 1. FC Nürnberg oraz szkoleniowca reprezentacji narodowej Janusza Wójcika.
Jeszcze jako zawodnik GKS Bełchatów zadebiutował w reprezentacji Polski, 10 listopada 1998 w meczu ze Słowacją wygranym 3:1. W 1999 przeniósł się do 1. FC Nürnberg występującego w 2. Bundeslidze. Do drużyny narodowej powrócił na początku 2000, po objęciu funkcji selekcjonera przez Jerzego Engela, stając się wkrótce jednym z podstawowych zawodników drużyny, która wywalczyła awans w eliminacjach do Mistrzostw Świata w 2002.
W 2002 przyczynił się do awansu 1. FC Nürnberg do 1. Bundesligi, został uznany za najlepszego lewoskrzydłowego 2. Bundesligi, a z reprezentacją Polski pojechał na Mundial w Korei Południowej i Japonii. Na Mistrzostwach, pomimo nieudanego występu Polaków, był chwalonym piłkarzem, wystąpił we wszystkich trzech meczach polskiej kadry.
Z powodu kontuzji stracił większą część sezonu 2002/2003. Jesienią 2003 grał w decydujących meczach eliminacji Mistrzostw Europy. Reprezentacji Polski nie udało się jednak zdobyć awansu, zaś drużyna 1. FC Nürnberg nie zdołała utrzymać się w 1. Bundeslidze. Mimo to udało mu się zdobyć uznanie w Niemczech i w 2004 przeszedł do czołowej drużyny 1. Bundesligi – Bayeru 04 Leverkusen. W sezonie 2004/05 był uznawany za jednego z najlepszych piłkarzy klubu, a tercet Krzynówek – Woronin – Berbatow budził zainteresowanie wielu mocnych klubów Europy. Drużyna Bayeru dobrze grała również w Lidze Mistrzów, gdzie wyeliminowała takie kluby jak Real Madryt i AS Roma, a polski zawodnik zdobył 3 bramki: przeciwko Realowi Madryt, AS Romie oraz FC Liverpool (zwycięzca Ligi Mistrzów w ówczesnym sezonie; z Jerzym Dudkiem w składzie).

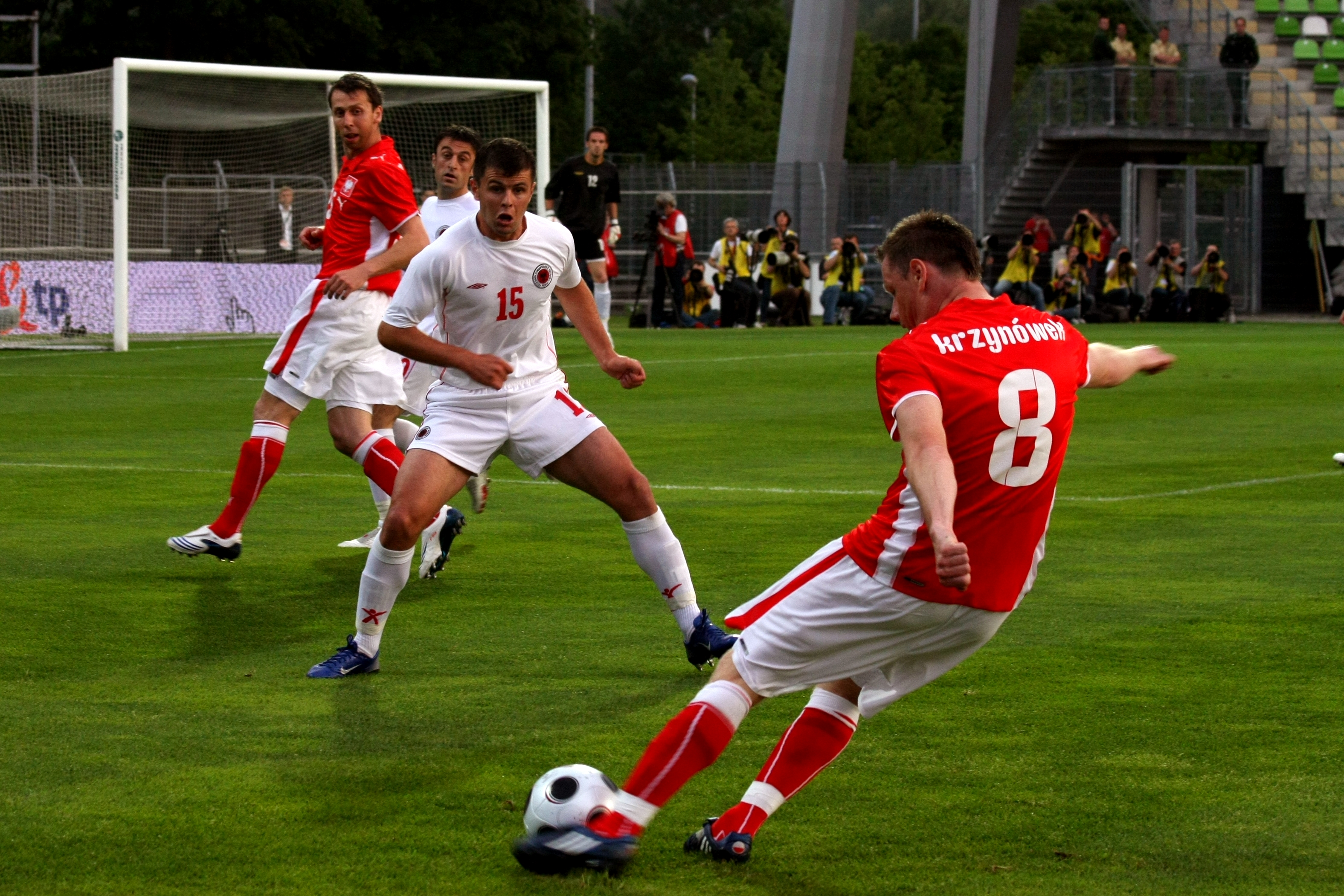
Mecz Polska–Albania w 2008 roku, przy piłce Jacek Krzynówek, na drugim planie widoczny m.in. Jakub Wawrzyniak.

W eliminacjach do Mistrzostw Świata w Niemczech uczestniczył w najważniejszych meczach polskiej reprezentacji i przyczynił się do wywalczenia awansu do turnieju finałowego. Z powodu kolejnej kontuzji na wiosnę 2006 nie grał zbyt często w Bayerze. Odbiło się to na jego formie prezentowanej na mundialu w Niemczech. Po nieudanym sezonie 2005/06 przeszedł do VfL Wolfsburg, w którym udało mu się odbudować formę. Brał udział w kluczowych spotkaniach eliminacji Euro 2008, walnie przyczyniając się do historycznego awansu do Mistrzostw Europy (m.in. strzelił 3 bramki w obu meczach z Azerbejdżanem oraz wyrównującego gola w wyjazdowym meczu z Portugalią). Znalazł się w kadrze na sam turniej i zagrał we wszystkich trzech meczach grupowych reprezentacji Polski. Podobnie, jak na dwóch mundialach, Polacy nie wyszli z grupy.
2 lutego 2009 Krzynówek przeszedł do Hannover 96, zawierając z tym klubem kontrakt obowiązujący do końca lipca 2010. Mimo że wiosną nie był już piłkarzem klubu z Wolfsburgu, przyznano mu medal za zdobycie mistrzostwa Niemiec. W tym samym roku po porażce ze Słowenią 0:3 w eliminacjach do Mundialu 2010 zakończył reprezentacyjną karierę. W ostatnim swoim oficjalnym meczu wystąpił w listopadzie 2009 roku przeciwko Bayernowi Monachium, grając przez ostatnie 12 minut spotkania. W roku 2010 Krzynówek zmagał się z długotrwałą kontuzją kolana, przez co wiosną 2010 nie zagrał ani razu. 21 lipca 2010 roku media podały, za stroną internetową hanowerskiego klubu, fałszywą informację o zakończeniu kariery zawodniczej przez Jacka Krzynówka. Piłkarz ogłosił jednak, że jest w trakcie poszukiwania nowego klubu.
15 sierpnia 2011 roku piłkarz oficjalnie ogłosił koniec kariery piłkarskiej. Pożegnalny mecz rozegrał 11 maja 2012 roku w Radomsku. Jego zespół pokonał dawny RKS Radomsko 8:3 (w tym meczu Krzynówek strzelił bramkę z karnego).
Od 1 lipca 2015 do 31 maja 2016 pełnił funkcję Dyrektora ds. Sportowych w GKS Bełchatów.

## Statystyki

### Klubowe
| Klub                | Sezon              | Liga               | Liga  | Liga   | Puchar kraju | Puchar kraju | Puchary europejskie | Puchary europejskie | Suma  | Suma   |
| Klub                | Sezon              | Liga               | Mecze | Bramki | Mecze        | Bramki       | Mecze               | Bramki              | Mecze | Bramki |
| ------------------- | ------------------ | ------------------ | ----- | ------ | ------------ | ------------ | ------------------- | ------------------- | ----- | ------ |
| RKS Radomsko        | 1994/95            | III liga           | 13    | 2      | –            | –            | –                   | –                   | 13    | 2      |
| RKS Radomsko        | 1995/96            | II liga            | 30    | 4      | –            | –            | –                   | –                   | 30    | 4      |
| Raków Częstochowa   | 1996/97            | I liga             | 17    | 0      | –            | –            | –                   | –                   | 17    | 0      |
| GKS Bełchatów       | 1997/98            | I liga             | –     | –      | –            | –            | –                   | –                   | 0     | 0      |
| GKS Bełchatów       | 1998/99            | I liga             | 27    | 6      | –            | –            | –                   | –                   | 27    | 6      |
| 1. FC Nürnberg      | 1999/00            | 2. Bundesliga      | 33    | 4      | 1            | 0            | –                   | –                   | 34    | 4      |
| 1. FC Nürnberg      | 2000/01            | 2. Bundesliga      | 34    | 6      | 2            | 0            | –                   | –                   | 36    | 6      |
| 1. FC Nürnberg      | 2001/02            | Bundesliga         | 29    | 5      | 1            | 0            | –                   | –                   | 30    | 5      |
| 1. FC Nürnberg      | 2002/03            | Bundesliga         | 17    | 1      | –            | –            | –                   | –                   | 17    | 1      |
| 1. FC Nürnberg      | 2003/04            | 2. Bundesliga      | 29    | 12     | 2            | 1            | –                   | –                   | 31    | 13     |
| Bayer 04 Leverkusen | 2004/05            | Bundesliga         | 31    | 6      | 2            | 0            | 9                   | 3                   | 42    | 9      |
| Bayer 04 Leverkusen | 2005/06            | Bundesliga         | 21    | 3      | 1            | 0            | 1                   | 0                   | 23    | 3      |
| VfL Wolfsburg       | 2006/07            | Bundesliga         | 32    | 3      | 5            | 1            | –                   | –                   | 37    | 4      |
| VfL Wolfsburg       | 2007/08            | Bundesliga         | 19    | 4      | 4            | 0            | –                   | –                   | 23    | 4      |
| VfL Wolfsburg       | 2008/09 (j)        | Bundesliga         | 4     | 0      | –            | –            | 4                   | 1                   | 8     | 1      |
| Hannover 96         | 2008/09 (w)        | Bundesliga         | 14    | 2      | –            | –            | –                   | –                   | 14    | 2      |
| Hannover 96         | 2009/10            | Bundesliga         | 11    | 0      | 1            | 0            | –                   | –                   | 12    | 0      |
| Ogólnie w karierze  | Ogólnie w karierze | Ogólnie w karierze | 361   | 58     | 19           | 2            | 14                  | 4                   | 394   | 64     |

### Reprezentacyjne
| Mecze i gole w reprezentacji | Mecze i gole w reprezentacji | Mecze i gole w reprezentacji | Mecze i gole w reprezentacji | Mecze i gole w reprezentacji | Mecze i gole w reprezentacji | Mecze i gole w reprezentacji           |
| #                            | Data                         | Miasto                       | Przeciwnik                   | Gol                          | Wynik                        | Rozgrywki                              |
| ---------------------------- | ---------------------------- | ---------------------------- | ---------------------------- | ---------------------------- | ---------------------------- | -------------------------------------- |
| 1.                           | 10.11.1998                   | Bratysława                   | Słowacja                     |                              | 3:1                          | towarzyski                             |
| 2.                           | 26.01.2000                   | Kartagena                    | Hiszpania                    |                              | 0:3                          | towarzyski                             |
| 3.                           | 23.02.2000                   | Paryż                        | Francja                      |                              | 0:1                          | towarzyski                             |
| 4.                           | 29.03.2000                   | Debreczyn                    | Węgry                        |                              | 0:0                          | towarzyski                             |
| 5.                           | 26.04.2000                   | Poznań                       | Finlandia                    |                              | 0:0                          | towarzyski                             |
| 6.                           | 16.08.2000                   | Bukareszt                    | Rumunia                      |                              | 1:1                          | towarzyski                             |
| 7.                           | 04.09.2000                   | Kijów                        | Ukraina                      |                              | 3:1                          | eliminacje MŚ 2002                     |
| 8.                           | 07.10.2000                   | Łódź                         | Białoruś                     |                              | 3:1                          | eliminacje MŚ 2002                     |
| 9.                           | 11.10.2000                   | Warszawa                     | Walia                        |                              | 0:0                          | eliminacje MŚ 2002                     |
| 10.                          | 28.02.2001                   | Larnaka                      | Szwajcaria                   | Gol                          | 4:0                          | towarzyski                             |
| 11.                          | 28.03.2001                   | Warszawa                     | Armenia                      |                              | 4:0                          | eliminacje MŚ 2002                     |
| 12.                          | 25.04.2001                   | Bydgoszcz                    | Szkocja                      |                              | 1:1                          | towarzyski                             |
| 13.                          | 02.06.2001                   | Cardiff                      | Walia                        |                              | 2:1                          | eliminacje MŚ 2002                     |
| 14.                          | 06.06.2001                   | Erywań                       | Armenia                      |                              | 1:1                          | eliminacje MŚ 2002                     |
| 15.                          | 15.08.2001                   | Reykjavík                    | Islandia                     |                              | 1:1                          | towarzyski                             |
| 16.                          | 01.09.2001                   | Chorzów                      | Norwegia                     |                              | 3:0                          | eliminacje MŚ 2002                     |
| 17.                          | 05.09.2001                   | Mińsk                        | Białoruś                     |                              | 1:4                          | eliminacje MŚ 2002                     |
| 18.                          | 06.10.2001                   | Chorzów                      | Ukraina                      |                              | 1:1                          | eliminacje MŚ 2002                     |
| 19.                          | 14.11.2001                   | Poznań                       | Kamerun                      |                              | 0:0                          | towarzyski                             |
| 20.                          | 13.02.2002                   | Limassol                     | Irlandia Północna            |                              | 4:1                          | towarzyski                             |
| 21.                          | 27.03.2002                   | Łódź                         | Japonia                      |                              | 0:2                          | towarzyski                             |
| 22.                          | 17.04.2002                   | Bydgoszcz                    | Rumunia                      |                              | 1:2                          | towarzyski                             |
| 23.                          | 18.05.2002                   | Warszawa                     | Estonia                      |                              | 1:0                          | towarzyski                             |
| 24.                          | 04.06.2002                   | Pusan                        | Korea Południowa             |                              | 0:2                          | Mistrzostwa Świata w Piłce Nożnej 2002 |
| 25.                          | 10.06.2002                   | Jeonju                       | Portugalia                   |                              | 0:4                          | Mistrzostwa Świata w Piłce Nożnej 2002 |
| 26.                          | 14.06.2002                   | Daejeon                      | Stany Zjednoczone            |                              | 3:1                          | Mistrzostwa Świata w Piłce Nożnej 2002 |
| 27.                          | 02.04.2003                   | Ostrowiec Świętokrzyski      | San Marino                   |                              | 5:0                          | eliminacje Euro 2004                   |
| 28.                          | 30.04.2003                   | Bruksela                     | Belgia                       | Gol                          | 1:3                          | towarzyski                             |
| 29.                          | 06.06.2003                   | Poznań                       | Kazachstan                   | Gol                          | 3:0                          | towarzyski                             |
| 30.                          | 11.06.2003                   | Sztokholm                    | Szwecja                      |                              | 0:3                          | eliminacje Euro 2004                   |
| 31.                          | 20.08.2003                   | Tallinn                      | Estonia                      |                              | 2:1                          | towarzyski                             |
| 32.                          | 06.09.2003                   | Ryga                         | Łotwa                        |                              | 2:0                          | eliminacje Euro 2004                   |
| 33.                          | 10.06.2003                   | Chorzów                      | Szwecja                      |                              | 0:2                          | eliminacje Euro 2004                   |
| 34.                          | 11.10.2003                   | Budapeszt                    | Węgry                        |                              | 2:1                          | eliminacje Euro 2004                   |
| 35.                          | 12.11.2003                   | Warszawa                     | Włochy                       | Gol                          | 3:1                          | towarzyski                             |
| 36.                          | 16.11.2003                   | Płock                        | Serbia i Czarnogóra          |                              | 4:3                          | towarzyski                             |
| 37.                          | 31.03.2004                   | Płock                        | Stany Zjednoczone            |                              | 0:1                          | towarzyski                             |
| 38.                          | 28.04.2004                   | Bydgoszcz                    | Irlandia                     |                              | 0:0                          | towarzyski                             |
| 39.                          | 29.05.2004                   | Szczecin                     | Grecja                       |                              | 1:0                          | towarzyski                             |
| 40.                          | 05.06.2004                   | Sztokholm                    | Szwecja                      |                              | 1:3                          | towarzyski                             |
| 41.                          | 18.08.2004                   | Poznań                       | Dania                        |                              | 1:5                          | towarzyski                             |
| 42.                          | 04.09.2004                   | Belfast                      | Irlandia Północna            | Gol                          | 3:0                          | eliminacje MŚ 2006                     |
| 43.                          | 08.09.2004                   | Chorzów                      | Anglia                       |                              | 1:2                          | eliminacje MŚ 2006                     |
| 44.                          | 09.10.2004                   | Wiedeń                       | Austria                      | Gol                          | 3:1                          | eliminacje MŚ 2006                     |
| 45.                          | 13.10.2004                   | Cardiff                      | Walia                        | Gol                          | 3:2                          | eliminacje MŚ 2006                     |
| 46.                          | 17.11.2004                   | Paryż                        | Francja                      |                              | 0:0                          | towarzyski                             |
| 47.                          | 09.02.2005                   | Grodzisk Wielkopolski        | Białoruś                     |                              | 1:3                          | towarzyski                             |
| 48.                          | 26.03.2005                   | Warszawa                     | Azerbejdżan                  | Gol                          | 8:0                          | eliminacje MŚ 2006                     |
| 49.                          | 30.03.2005                   | Warszawa                     | Irlandia Północna            |                              | 1:0                          | eliminacje MŚ 2006                     |
| 50.                          | 29.05.2005                   | Szczecin                     | Albania                      |                              | 1:0                          | towarzyski                             |
| 51.                          | 17.08.2005                   | Kijów                        | Izrael                       |                              | 3:2                          | towarzyski                             |
| 52.                          | 07.10.2005                   | Warszawa                     | Islandia                     | Gol                          | 3:2                          | towarzyski                             |
| 53.                          | 12.10.2005                   | Manchester                   | Anglia                       |                              | 1:2                          | eliminacje MŚ 2006                     |
| 54.                          | 13.11.2005                   | Barcelona                    | Ekwador                      |                              | 3:0                          | towarzyski                             |
| 55.                          | 01.03.2006                   | Kaiserslautern               | Stany Zjednoczone            |                              | 0:1                          | towarzyski                             |
| 56.                          | 28.03.2006                   | Rijad                        | Arabia Saudyjska             |                              | 2:1                          | towarzyski                             |
| 57.                          | 30.05.2006                   | Chorzów                      | Kolumbia                     |                              | 1:2                          | towarzyski                             |
| 58.                          | 03.06.2006                   | Wolfsburg                    | Chorwacja                    |                              | 1:0                          | towarzyski                             |
| 59.                          | 09.06.2006                   | Gelsenkirchen                | Ekwador                      |                              | 0:2                          | Mistrzostwa Świata w Piłce Nożnej 2006 |
| 60.                          | 14.06.2006                   | Dortmund                     | Niemcy                       |                              | 0:1                          | Mistrzostwa Świata w Piłce Nożnej 2006 |
| 61.                          | 20.06.2006                   | Hanower                      | Kostaryka                    |                              | 2:1                          | Mistrzostwa Świata w Piłce Nożnej 2006 |
| 62.                          | 16.08.2006                   | Odense                       | Dania                        |                              | 0:2                          | towarzyski                             |
| 63.                          | 02.09.2006                   | Bydgoszcz                    | Finlandia                    |                              | 1:3                          | eliminacje Euro 2008                   |
| 64.                          | 06.09.2006                   | Warszawa                     | Serbia                       |                              | 1:1                          | eliminacje Euro 2008                   |
| 65.                          | 11.10.2006                   | Chorzów                      | Portugalia                   |                              | 2:1                          | eliminacje Euro 2008                   |
| 66.                          | 07.02.2007                   | Jerez de la Frontera         | Słowacja                     |                              | 2:2                          | towarzyski                             |
| 67.                          | 24.03.2007                   | Warszawa                     | Azerbejdżan                  | Gol                          | 5:0                          | eliminacje Euro 2008                   |
| 68.                          | 28.03.2007                   | Kielce                       | Armenia                      |                              | 1:0                          | eliminacje Euro 2008                   |
| 69.                          | 02.06.2007                   | Baku                         | Azerbejdżan                  | ,                            | 3:1                          | eliminacje Euro 2008                   |
| 70.                          | 06.06.2007                   | Erywań                       | Armenia                      |                              | 0:1                          | eliminacje Euro 2008                   |
| 71.                          | 22.08.2007                   | Moskwa                       | Rosja                        | Gol                          | 2:2                          | towarzyski                             |
| 72.                          | 08.09.2007                   | Lizbona                      | Portugalia                   | Gol                          | 2:2                          | eliminacje Euro 2008                   |
| 73.                          | 12.09.2007                   | Helsinki                     | Finlandia                    |                              | 0:0                          | eliminacje Euro 2008                   |
| 74.                          | 13.10.2007                   | Warszawa                     | Kazachstan                   |                              | 3:1                          | eliminacje Euro 2008                   |
| 75.                          | 17.11.2007                   | Chorzów                      | Belgia                       |                              | 2:0                          | eliminacje Euro 2008                   |
| 76.                          | 06.02.2008                   | Larnaka                      | Czechy                       |                              | 2:0                          | towarzyski                             |
| 77.                          | 26.03.2008                   | Kraków                       | Stany Zjednoczone            |                              | 0:3                          | towarzyski                             |
| 78.                          | 27.05.2008                   | Reutlingen                   | Albania                      |                              | 1:0                          | towarzyski                             |
| 79.                          | 01.06.2008                   | Chorzów                      | Dania                        | Gol                          | 1:1                          | towarzyski                             |
| 80.                          | 08.06.2008                   | Klagenfurt                   | Niemcy                       |                              | 0:2                          | Mistrzostwa Europy w Piłce Nożnej 2008 |
| 81.                          | 12.06.2008                   | Wiedeń                       | Austria                      |                              | 1:1                          | Mistrzostwa Europy w Piłce Nożnej 2008 |
| 82.                          | 16.06.2008                   | Klagenfurt                   | Chorwacja                    |                              | 0:1                          | Mistrzostwa Europy w Piłce Nożnej 2008 |
| 83.                          | 20.08.2008                   | Lwów                         | Ukraina                      |                              | 0:1                          | towarzyski                             |
| 84.                          | 06.09.2008                   | Wrocław                      | Słowenia                     |                              | 1:1                          | eliminacje MŚ 2010                     |
| 85.                          | 10.09.2008                   | Serravalle                   | San Marino                   |                              | 2:0                          | eliminacje MŚ 2010                     |
| 86.                          | 11.10.2008                   | Chorzów                      | Czechy                       |                              | 2:1                          | eliminacje MŚ 2010                     |
| 87.                          | 15.10.2008                   | Bratysława                   | Słowacja                     |                              | 1:2                          | eliminacje MŚ 2010                     |
| 88.                          | 19.11.2008                   | Dublin                       | Irlandia                     |                              | 3:2                          | towarzyski                             |
| 89.                          | 11.02.2009                   | Faro                         | Walia                        |                              | 1:0                          | towarzyski                             |
| 90.                          | 28.03.2009                   | Belfast                      | Irlandia Północna            |                              | 2:3                          | eliminacje MŚ 2010                     |
| 91.                          | 01.04.2009                   | Kielce                       | San Marino                   |                              | 10:0                         | eliminacje MŚ 2010                     |
| 92.                          | 06.06.2009                   | Johannesburg                 | Południowa Afryka            |                              | 0:1                          | towarzyski                             |
| 93.                          | 09.06.2009                   | Kapsztad                     | Irak                         |                              | 1:1                          | towarzyski                             |
| 94.                          | 12.08.2009                   | Bydgoszcz                    | Grecja                       |                              | 2:0                          | towarzyski                             |
| 95.                          | 05.09.2009                   | Chorzów                      | Irlandia Północna            |                              | 1:1                          | eliminacje MŚ 2010                     |
| 96.                          | 09.09.2009                   | Maribor                      | Słowenia                     |                              | 0:3                          | eliminacje MŚ 2010                     |

## Sukcesy

### VfL Wolfsburg
- Mistrzostwo Niemiec (1x): 2008/09[5]

### Reprezentacja Polski w piłce nożnej
- awans do turnieju finałowego Mistrzostw Świata w Piłce Nożnej 2002, Mistrzostw Świata w Piłce Nożnej 2006, oraz Mistrzostw Europy w Piłce Nożnej 2008